# Kraftstein

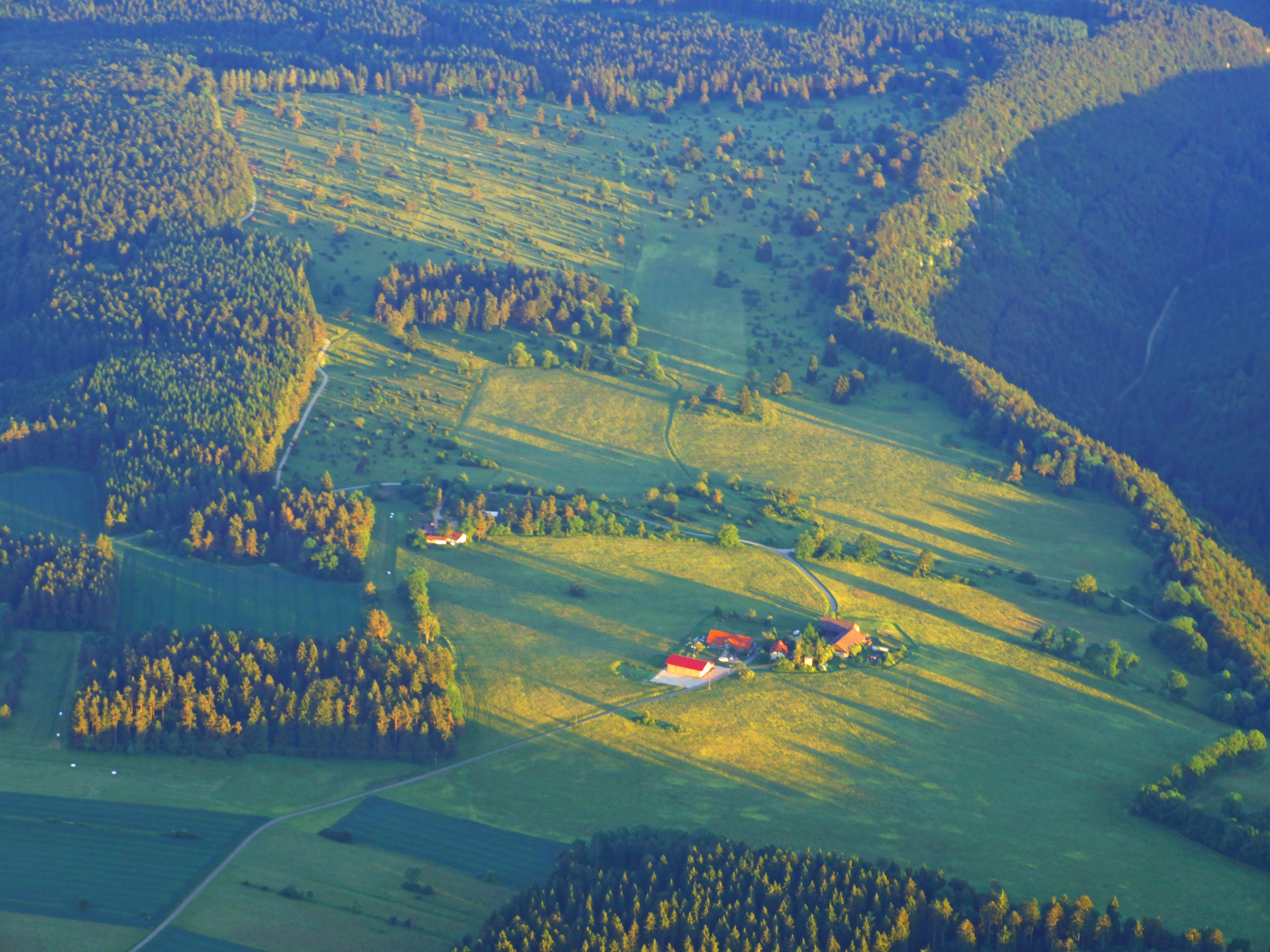
Luftaufnahme von Kraftstein

Kraftstein ist ein Weiler, der zu Mühlheim an der Donau im Landkreis Tuttlingen in Baden-Württemberg gehört.

## Geographie

### Geographische Lage
Der Weiler Kraftstein liegt etwa 500 Meter östlich der Burgruine Kraftstein auf der Alb-Hochfläche des Großen Heubergs auf über 860 m ü. NN.

### Umgebung
Die ehemalige Gemarkung Kraftstein grenzt im Westen an Nendingen sowie minimal an Wurmlingen und Rietheim. Im Norden liegen Dürbheim und Mahlstetten, sowie im Osten die Gemarkung Stetten. (Fünfländereck)

## Geschichte

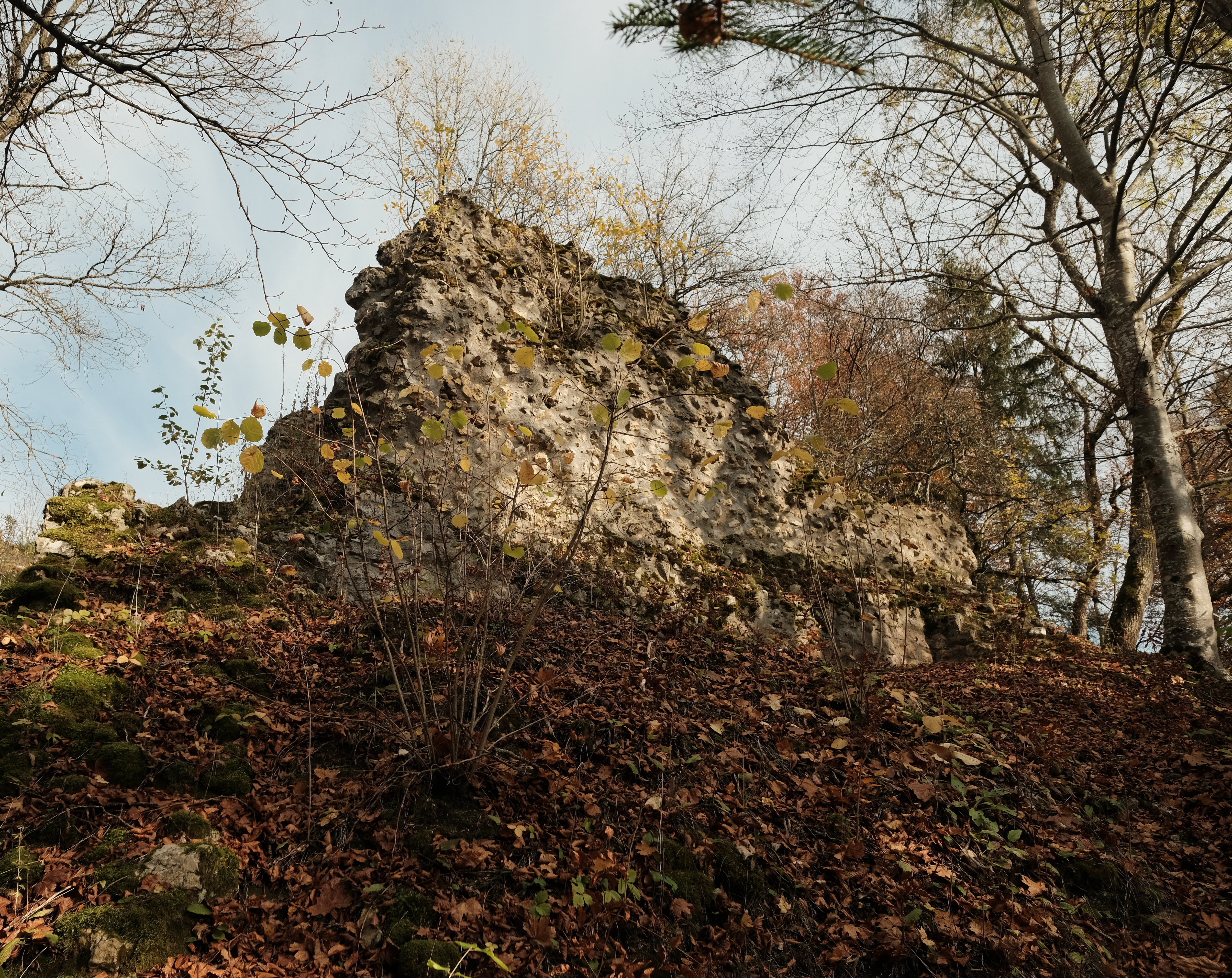
Burgruine Kraftstein

Kraftstein gehörte bis 1835 zur Gemeinde Mahlstetten (seit 1806 Oberamt Spaichingen, davor enzbergisch), danach wurde es Mühlheim an der Donau (Oberamt Tuttlingen) zugeteilt. Mit der Eingemeindung Stettens 1971 in die Stadt Mühlheim wurde eine direkte Gemeindeverbindung geschaffen.

## Landheim Kraftstein
Das Evangelische Jugendwerk Tuttlingen betreibt auf der Gemarkung das Landheim Kraftstein. Das Landheim  wurde 1952 am heutigen Standort auf der Gemarkung Mühlheim erbaut und bezogen. Um das Gebäude wurde ein weiträumiger Zeltplatz angelegt. Hier finden Ferien- und Wochenendfreizeiten verschiedener Gruppen statt. 1995 wurde das Hauptgebäude rundum erneuert.

## Verkehr
Zum nächsten Ort Mahlstetten sind es zweieinhalb Kilometer, ins Donautal führt eine Gemeindeverbindungsstraße nach Stetten. Eine direkte Verbindung zu Mühlheim besteht nicht.